# Hričovské Podhradie
Hričovské Podhradie (em húngaro: Ricsóváralja) é um município da Eslováquia, situado no distrito de Žilina, na região de Žilina. Tem 2,04 km² de área e sua população em 2018 foi estimada em 355 habitantes.

## Demografia
| Ano:        | 1994 | 2004   | 2014   | 2024   |
| ----------- | ---- | ------ | ------ | ------ |
| Broj ljudi: | 349  | 379    | 364    | 343    |
| Razlika:    |      | +8,59% | -3,95% | -5,76% |

| Ano:               | 2023 | 2024 |
| ------------------ | ---- | ---- |
| Número de pessoas: | 343  | 343  |
| Diferença:         |      | +0%  |